# 奥鈴谷駅
奥鈴谷駅（おくすずやえき）は、樺太豊栄郡豊北村に存在した鉄道省豊真線の駅である。のちソ連運輸通信省、ロシア連邦運輸通信省を経てロシア鉄道が承継し、極東鉄道支社サハリン地域部のノヴォデレヴェンスカヤ駅（ст. Новодеревенская）となり、2019年廃止された。
現状に関しては、サハリン州およびサハリンの鉄道の項目も参照のこと。

## 概要
1928年（昭和3年）9月3日、樺太庁鉄道豊真線の最終区間となった鈴谷駅 - 逢坂駅間(47.3km)の開通に合わせて開業した。終戦直前の1945年7月に豊真線の新線付け替えで豊原－奥鈴谷間が廃止され、小沼駅－奥鈴谷間が開業したが、同年樺太鉄道局線を接収したソ連の手でただちに旧線区間の復旧が行われ、1946年4月の南サハリン鉄道局発足に伴い、ノヴォデレヴェンスカヤ駅としてソ連国鉄に編入された。 
戦後もサハリン東岸と西岸を結ぶユジノサハリンスク－ホルムスク線における幹線駅の役割を担い、1966年にはサハリンで初となる電気連動装置が導入された。
1994年の当駅－ニコライチュク間廃止に伴うユジノサハリンスク－ホルムスク線の支線化にあたり、当駅は終端駅となり、1996年には構内の2線のうち1線が撤去。末期は夏季のみД2系気動車またはТГ16形ディーゼル機関車牽引客車による旅客列車が1日2往復運行され、冬季は運休していた。
2019年に実施されたサハリン島内の広軌化にあたり、ダーリニエ－当駅間が改軌対象外となったため、改軌工事にともなう大規模運休が実施された同年6月にダーリニエ駅で路線分断が実施された。
分断後のダーリニエ－ノヴォデレヴェンスカヤ間では、狭軌のままユジノサハリンスク機関区のТГ16形ディーゼル機関車（ТГ16-068）と客車1両を封じ込め、同年11月まで引き続き夏季運行を行ったが、ロシア鉄道が同区間を広軌化しないことを正式決定したため、同年11月10日の夏季運行終了に伴い廃止された。廃止後はダーリニエ－ノヴォデレヴェンスカヤ間で代替のマイクロバスが運行されている。

## 歴史
- 1928年（昭和3年）9月3日 - 樺太庁鉄道豊真線の鈴谷駅 - 逢坂駅間(47.3km)開通（全通）により開業[1]。
- 1943年（昭和18年）4月1日 - 南樺太の内地化により、鉄道省（国有鉄道）に編入。
- 1945年（昭和20年）7月15日 - 豊真線の起点を小沼駅に変更。豊原駅 - 当駅間が廃止となり、代わって小沼駅～当駅間が開業する[2][3]。
- 1945年8月 - ソ連軍が南樺太へ侵攻、占領し、駅も含め全線がソ連軍に接収される。
- 1946年（昭和21年）2月1日 - 日本の国有鉄道の駅としては、書類上廃止。
  - 4月1日 - ソ連国鉄に編入。ロシア語名「ノヴォデレヴェンスカヤ」。
- 1966年 - サハリン島内初の電気連動装置を導入。
- 1994年 - ユジノサハリンスク－ホルムスク線ノヴォデレヴェンスカヤ－ニコライチュク間廃止に伴い終端駅化。
- 1996年 - 構内2線のうち1線を撤去。
- 2019年
  - 6月 - ユジノサハリンスク－ノヴォデレヴェンスカヤ間のうちダーリニエ以遠の広軌化工事に伴い、ダーリニエ－ノヴォデレヴェンスカヤ間に区間運転化。
  - 11月10日 - 同年夏季運行の終了に伴い廃止。

## 運行状況
日本統治時代
- 豊原駅 - 北真岡駅間を1日3往復していた。

最終期（2019年5月以前）
- ユジノサハリンスク－ノヴォデレヴェンスカヤ間 - 夏季のみ旅客列車1日2往復（Д2系気動車またはТГ16形ディーゼル機関車牽引客車列車）

最終期（2019年6～11月）
- ダーリニエ－ノヴォデレヴェンスカヤ間 - 夏季のみ旅客列車1日2往復（ТГ16形ディーゼル機関車牽引客車列車）

## 隣の駅

### 日本統治時代
鉄道省樺太鉄道局
- 豊真線
小沼駅 - 奥鈴谷駅 - 瀧ノ沢駅

1945年7月14日までの豊真線
鈴谷駅 - 奥鈴谷駅 - 瀧ノ沢駅

### 最終期
ロシア鉄道極東鉄道局サハリン地域部
- ユジノサハリンスク－ホルムスク線
16km乗降場 - ノヴォデレヴェンスカヤ駅